# Reproducció sexual

En la primera etapa de la reproducció sexual, durant la meiosi, el nombre de cromosomes es redueix d'un nombre diploide (2n) a un haploide (n). Durant la fertilització, els gàmetes haploides s'uneixen per formar un zigot diploide i restablir el nombre original de cromosomes (2n).

La reproducció sexual és un procés biològic mitjançant el qual els organismes originen descendents a través de la combinació de material genètic que normalment procedeix de dos individus de tipus sexuals diferents o solament de cèl·lules de tipus diferents. Aquests organismes posseeixen dos sexes adults distints, el mascle i la femella. Es caracteritza per la unió de dues cèl·lules especialitzades (cèl·lules sexuals o reproductores) anomenades gàmetes. Aquest procés s'anomena fecundació, i dona lloc a la formació d'un zigot, que es desenvoluparà en un embrió i més tard formarà un individu complet.
La reproducció sexual suposa l'intercanvi de material genètic, amb la qual cosa els individus originats són diferents entre si, excepte en el cas de bessons idèntics. L'avantatge de la reproducció sexual davant la reproducció asexual és que els individus d'una determinada espècie tenen més capacitat d'adaptació davant de circumstàncies adverses, de tal manera que sobreviuen els individus que poden adaptar-se a un determinat canvi o que resisteixen una determinada malaltia.
La reproducció sexual és el cicle vital més comú en els eucariotes organismes pluricel·lulars, com ara els animals, els fongs i les plantes. La reproducció sexual també es produeix en alguns unicel·lulars eucariotes. La reproducció sexual no es produeix en procariotess, organismes unicel·lulars sense nucli cel·lular, com ara els bacteris i en els arqueus. Tanmateix, alguns processos en bacteris, inclosa la conjugació bacteriana, transformació i transducció, es poden considerar anàlegs a la reproducció sexual, ja que incorporen nova informació genètica. Algunes proteïness i altres característiques que són clau per a la reproducció sexual poden haver sorgit dels bacteris, però es creu que la reproducció sexual es va desenvolupar en un antic avantpassat eucariota.

## Procés
En el llenguatge comú i per a les espècies a les quals estem acostumats, hom parla de dos tipus diferents d'individus segons la seva aparença: mascles i femelles. Quant als tipus de gàmetes que produeixen, hom parla de sexe homogamètic i de sexe heterogamètic. El primer, produeix gàmetes amb cromosoma sexual sempre del mateix tipus. El segon sexe, l'heterogamètic, produeix dos o més tipus de gàmetes diferents. En el cas de l'espècie humana, el sexe heterogamètic seria el masculí i l'homogamètic, el femení.
Cada un dels dos organismes progenitors contribueix amb la meitat de la composició genètica de la descendència mitjançant la creació de gàmetes haploides. La majoria d'organismes formen dos tipus diferents de gàmetes. En aquestes espècies anisogames, els dos sexes es coneixen com a mascles (que produeixen espermatozoides o microspores) i femelles (que produeixen òvuls o megaspores). En les espècies isogames, els gàmetes són similars o idèntics en la forma (isogàmetes), però poden tenir propietats separables i, a continuació es pot donar altres noms diferents (vegeu isogàmia). Per exemple, en l'alga verda Chlamydomonas reinhardtii, hi ha els anomenats gàmetes "més" i "menys". Alguns tipus d'organismes, com ara ciliats com Paramecium aurelia, té més de dos tipus de "sexe", anomenat singens.

## Abast
La majoria dels animals (incloent-hi l'espècie humana) i les plantes es reprodueixen sexualment. Els organismes amb reproducció sexual tenen diferents conjunts de gens per cada característica (anomenades al·lels). Els descendents hereten un al·lel per a cada característica de cada progenitor, el que garanteix que els fills tenen una combinació de gens dels pares. Els diploides tenen dues còpies de cada gen en un organisme. Es creu que "l'emmascarament dels al·lels deleteris afavoreix l'evolució d'una fase diploide dominant en els organismes que s'alternen entre les fases haploides i diploides", on es produeix la recombinació lliure.
Els briòfits es reprodueix sexualment, però les seves formes de vida que es veuen normalment són haploides, que produeixen gàmetes. Els zigots dels gàmetes es desenvolupen i formen un esporangi que produeix espores haploides. La fase diploide és relativament curta en comparació amb el de fase haploide, és a dir, predomina la fase haploide. L'avantatge de diploide, per exemple, heterosi, només té lloc en l'etapa de la vida diploide. Els briòfits encara mantenen la reproducció sexual durant la seva evolució tot i que la fase haploide no es beneficia en absolut de l'heterosi. Això pot ser un exemple que la reproducció sexual és molt avantatjosa per si mateixa, ja que permet l'intercanvi de gens (híbrids o de la recombinació entre els loci múltiples) entre diferents membres de l'espècie, fet que fa possible la selecció natural del més apte en aquests nous híbrids o recombinants que són formes haploides.

## Classificació
La reproducció sexual pot ser externa o interna. És externa quan la fecundació es produeix en el medi extracorporal i interna quan ocorre en l'interior. La reproducció externa suposa l'emissió coordinada d'òvuls o d'ous per part de la femella i d'esperma per part d'individus mascles. En canvi la reproducció interna es dona quan la fecundació es produeix a l'interior del cos de la femella, que actua com a receptor i que aporta un o diversos òvuls, al mateix temps que el mascle aporta l'esperma. En el cas d'organismes hermafrodites es pot donar fecundació mútua o bé que cadascun dels organismes pren el rol de mascle o de femella. En els mamífers la reproducció sexual és interna.